# غافين هاريسون
غافين هاريسون (بالإنجليزية: Gavin Richard Harrison)‏ هو طبال بريطاني، ولد في 28 مايو 1963 في لندن في المملكة المتحدة.

## وصلات خارجية
- الموقع الرسمي
- غافن هاريسون على موقع ميوزك برينز (الإنجليزية)
- غافن هاريسون على موقع أول ميوزيك (الإنجليزية)
- غافن هاريسون على موقع ديسكوغز (الإنجليزية)